# Echos

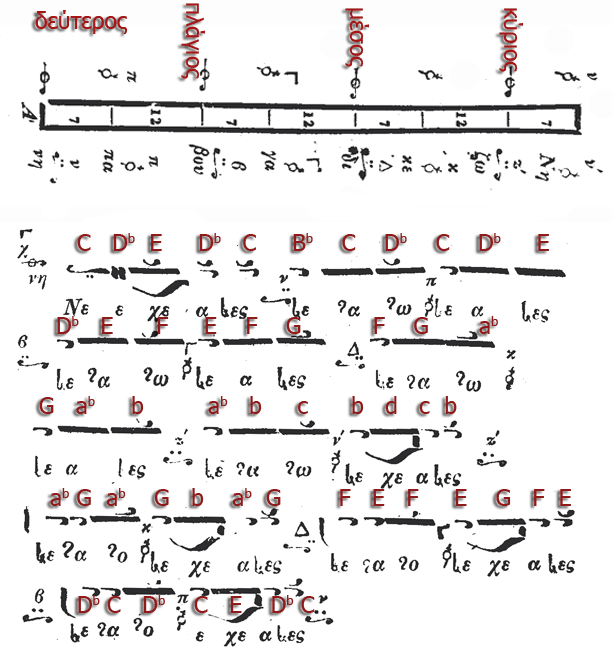
Echos

Un echos (grec ancien : ἦχος, echos, « son », pl. grec ancien : ἦχοι, echoi) est, dans la théorie de la musique byzantine, celui des huit modes du système de l'octoechos dans lequel une composition doit être chantée. Chaque echos commande divers types de rythmes, de métriques, de chants et de styles d'exécution. Il s'apparente au mode du plain-chant, au tab' andalou, au maqam arabe ou au dastgâh perse.

## Vue d'ensemble
Le terme echos a acquis le sens de mode très tôt dans le développement de la musique byzantine depuis a réforme de l'octoechos lors du concile in Trullo de 692.
Fondamentalement, le terme echos désigne l'échelle musicale, c'est-à-dire l'arrangement des intervalles de notes, mais aussi un ensemble plus ou moins explicite de règles et de formules mélodiques, définissant ainsi des catégories de mélodies. Les mélodies sont donc arrangées ou composées pour un echos donné ; l'echos commande aussi le style de l'interprétation. Ces règles commandent une hiérarchie de degrés (ton, notes) ; certains degrés forment les cadences (ἑστώτες), notes autour desquelles se résout principalement la mélodie où sur laquelle la mélodie se termine généralement.

## Histoire et reconstitution
Ce n'est que très tardivement, depuis les XIXe et XXe siècles, qu'a été établi une description systématique des echos, alors qu'on n'utilisait auparavant que des diagrammes, des descriptions imagées et des exemples. Une théorie détaillée du système des echos est encore à établir, comme c'est le cas pour les théories modales des musiques de nombreuses autres cultures.
Les premiers traités de musique byzantine ne spécifiaient que le degré de base, c'est-à-dire la note à partir de laquelle se chantait l'échelle de l'echos, ainsi que sa position dans l'échelle d'ensemble des echos. La structure détaillé des echos n'était précisée que de façon très rudimentaire par des diagrammes dans la notation musicale byzantine, comportant des neumes. Il est pratiquement impossible de reconstituer les détails des intervalles musicaux et des structures mélodiques des echos à partir des traités antérieurs au XVIIIe siècle. En fait, seules des comparaisons systématiques assez récentes des echos avec les makamlar de la musique de cour ottomane, telles que celles de Kyrillos Marmarinos, archevêque de Tinos dans son manuscrit de 1747 et les réformes occidentalisantes de la notation byzantine de Chrysanthos de Madytos (en) à la fin du XIXe siècle permettent de comprendre la structure des echos et de tenter la reconstitution des mélodies anciennes.

## Composition éponymes
Alors que dans d'autres traditions musicales telles que celles de la Musique classique ottomane (en), la création de nouveaux modes par des maîtres éponymes conduisit à une prolifération de modes (makams, maqams), les echos ne sont pas attribués à un compositeur particulier ; ils sont considérés comme appartenant à l'héritage commun et anonyme du chant liturgique. Des compositions éponymes existent dans toute l'histoire du chant byzantin, mais elles sont simplement classées dans le système des echos.